# Иодис, Алексей Дмитриевич
Иодис Алексей Дмитриевич (18 октября 1923, Грозный — 20 октября 1994, Грозный) — командир отделения 1375-го стрелкового полка (414-я Анапская стрелковая дивизия, Приморская армия, 4-й Украинский фронт), сержант, Герой Советского Союза.

## Биография
Родился 18 октября 1923 года в городе Грозный (Чеченская республика) в семье рабочего. Русский. Член ВКП(б)/КПСС с 1944 года. Окончив начальную школу, работал токарем на заводе «Красный молот».
В Красной Армии с марта 1942 года. В боях Великой Отечественной войны с августа 1942 года.
Командир отделения 1375-го стрелкового полка 414-й Анапской стрелковой дивизии Приморской армии 4-го Украинского фронта сержант Иодис отличился в боях при освобождении Крыма.
7 мая 1944 года его отделение участвовало в боях за освобождение от врага хутора Безымянный. Рота с ходу взяла сильно укреплённую линию траншей. В этом бою сержант Иодис лично уничтожил 19 вражеских солдат и офицеров. Затем рота двинулась дальше и освободила усадьбу колхоза «Большевик» и совхоз № 10. Иодис укрепил красное знамя на крыше самого высокого здания села.
9 мая отделение Иодиса в числе первых вошло в Севастополь. Сам командир отделения уничтожил 45 гитлеровцев, три ручных и четыре станковых пулемёта, три батальонных миномёта и захватил в плен 11 немецких солдат.
Указом Президиума Верховного Совета СССР от 24 марта 1945 года за мужество, отвагу и героизм, проявленные в борьбе с немецко-фашистскими захватчиками, сержанту Иодису Алексею Дмитриевичу присвоено звание Героя Советского Союза с вручением ордена Ленина и медали «Золотая Звезда» (№ 3710).
В 1946 году демобилизован. Жил в Грозном, работал мастером на заводе «Красный молот». Умер 20 октября 1994 года. Похоронен на Октябрьском кладбище города Грозного.
Награждён орденами Ленина, Отечественной войны 1-й степени, медалями.